# Visznek, Heves
Visznek  este un sat în districtul Gyöngyös, județul Heves, Ungaria, având o populație de 1.161 de locuitori (2011). 

## Demografie
Componența etnică a satului Visznek
     Maghiari (98,91%)
     Alții (1,09%)
Componența confesională a satului Visznek
     Romano-catolici (70,11%)
     Fără religie (5,43%)
     Reformați (2,5%)
     Necunoscută (19,9%)
     Alte religii (2,07%)
Conform recensământului din 2011, satul Visznek avea 1.161 de locuitori. Din punct de vedere etnic, majoritatea locuitorilor (98,91%) erau maghiari.  Din punct de vedere confesional, majoritatea locuitorilor (70,11%) erau romano-catolici, existând și minorități de persoane fără religie (5,43%) și reformați (2,5%). Pentru 19,9% din locuitori nu este cunoscută apartenența confesională.